# Sicista armenica
Sicista armenica är en däggdjursart som beskrevs av Nikolai Nikolaevich Sokolov och Marina I. Baskevich 1988. Sicista armenica ingår i släktet buskmöss, och familjen hoppmöss. IUCN kategoriserar arten globalt som starkt hotad. Inga underarter finns listade i Catalogue of Life.

## Utseende
Arten har en genomsnittlig kroppslängd (huvud och bål) av 6,6 cm, en svanslängd av 9,8 till 10,1 cm och en vikt av 6,4 till 6,7 g. Bakfötterna är 1,6 till 1,8 cm långa och öronen är 0,9 till 1,0 cm stora. På ovansidan förekommer rödbrun till rödgrå päls och undersidan är täckt av ljusgrå till vit päls. En mörk längsgående strimma över ryggen saknas. Sicista armenica har ljusare kinder och ljusare kroppssidor på grund av att svarta hårspetsar saknas vid dessa ställen. Svansen är tydlig delad i en mörk ovansida och en ljus undersida. Arten har en diploid kromosomuppsättning med 36 kromosomer (2n=36).

## Utbredning
Arten förekommer i en mindre region i centrala Armenien. Området ligger i Kaukasus låga delar vid 2000 till 2200 meter över havet. Habitatet utgörs av bergsängar och av gläntor i bergsskogar.

## Ekologi
Individerna är aktiva mellan skymningen och gryningen. Arten är sällsynt. Antalet infångade individer var 3 respektive 6 procent av alla små däggdjur (gnagare och näbbmöss) som registrerades under studier 1980 samt 1986. Födan utgörs av frukter, insekter och frön. Exemplar i fångenskap matades framgångsrik med gräshoppor, majsflingor, fruktkött från aprikoser och valnötkärnor. Hanar med aktiva testiklar dokumenterades mellan slutet av juni och juli.